# 保川县
保川县，中国古县名。
金朝大定二十二年（1182年），改会川城置，治所在今甘肃省靖远县西南。属新会州。元朝时废。